# Поляков, Денис Александрович
Дени́с Алекса́ндрович Поляко́в (бел. Дзяні́с Алякса́ндравіч Паляко́ў; род. 17 апреля 1991[…], Минск) — белорусский футболист, защитник клуба «Динамо-Брест» и национальной сборной Беларуси. Мастер спорта Республики Беларусь международного класса.

## Карьера

### Клубная
Воспитанник минской СДЮШОР «Динамо». Первые тренеры — Юрий Вениаминович Рассолько и Александр Евгеньевич Левкович.
В 2007 году был приглашён в дубль солигорского «Шахтёра». С 2010 года — игрок основного состава клуба.
10 декабря 2011 года между «Шахтёром» и БАТЭ заключено межклубное соглашение о переходе защитника. Сумма трансфера составила рекордные для внутри белорусского рынка 600 000 долларов. Участник Лиги чемпионов 2012/13 в составе БАТЭ. Начало сезона 2013 пропустил из-за травмы, и только с июня стал попадать в основной состав. Во второй половине 2013 года выступал в качестве центрального защитника, чередуясь с Виталием Гайдучиком и Егором Филипенко.
С начала сезона 2014 окончательно закрепился в центре обороны борисовчан. Во второй половине сезона 2015, в связи с травмой Максима Жавнерчика, выходил на позиции правого защитника. В ноябре продлил контракт с БАТЭ. В начале сезона 2016 пропустил ряд матчей из-за травмы, позднее вернулся на позицию центрального защитника.
В декабре 2017 года подписал контракт с кипрским клубом АПОЭЛ. В сезоне 2017/2018 стал чемпионом Кипра. Не был включён в заявку на еврокубки на сезон 2018/2019 и в августе 2018 года по соглашению сторон расторг контракт с клубом. Вскоре после ухода из АПОЭЛа стал тренироваться с БАТЭ и в результате вновь стал игроком борисовского клуба. Сначала находился на скамейке запасных, позднее стал появляться в стартовом составе.
25 декабря 2018 футбольный клуб «Урал» объявил о подписании контракта с Денисом Поляковым, который перешёл в стан екатеринбуржцев в статусе свободного агента. Выступал в стартовом составе команды, в начале сезона 2019/2020 оставался на скамейке запасных, позднее вернул место в основе. В марте 2020 года покинул клуб.
Летом 2020 года имел предложения от различных белорусских клубов, однако в августе пополнил состав алматинского «Кайрата». Вскоре закрепился в стартовом составе команды, в сезоне 2020 помог ей стать чемпионом Казахстана, в 2021 году — выиграть бронзовые медали. В январе 2022 года было официально объявлено, что защитник покидает «Кайрат».
В феврале 2022 года стал тренироваться с «Астаной» и вскоре подписал соглашение с клубом. Дебютировал за клуб 5 марта 2022 года в матче против карагандинского «Шахтёра». Дебютный гол за клуб забил 5 сентября 2022 года в матче против клуба «Акжайык». По итогу сезона помог клубу стать чемпионом Премьер Лиги.
В декабре 2022 года перешёл в израильский клуб «Хапоэль» (Хайфа). Дебютировал за клуб 7 января 2023 года в матче против клуба «Хапоэль» (Хадера).

### В сборной
Бронзовый призёр молодёжного чемпионата Европы 2011 в Дании. Участник Олимпийских игр 2012 в Лондоне.
17 ноября 2010 года дебютировал в составе национальной сборной Белоруссии в матче со сборной Омана в Маскате (4:0). Вышел на 75-й минуте вместо Игоря Шитова, хотя сам утверждал, что не рассчитывал на столь долгую для себя игру.
| №  | Дата             | Оппонент          | Счёт | Голы | Пасы | Карточки | Минуты | Соревнование                  |
| -- | ---------------- | ----------------- | ---- | ---- | ---- | -------- | ------ | ----------------------------- |
| 1  | 17 ноября 2010   | Оман              | 4:0  | —    | —    | —        | 15'    | Товарищеский матч             |
| 2  | 7 сентября 2012  | Грузия            | 0:1  | —    | —    | —        | 90'    | Отбор ЧМ-2014 (группа I)      |
| 3  | 11 сентября 2012 | Франция           | 1:3  | —    | —    | —        | 90'    | Отбор ЧМ-2014 (группа I)      |
| 4  | 16 октября 2012  | Грузия            | 2:0  | —    | —    | 45'      | 90'    | Отбор ЧМ-2014 (группа I)      |
| 5  | 15 ноября 2013   | Албания           | 0:0  | —    | —    | —        | 90'    | Товарищеский матч             |
| 6  | 18 мая 2014      | Иран              | 0:0  | —    | —    | —        | 45'    | Товарищеский матч             |
| 7  | 21 мая 2014      | Лихтенштейн       | 5:1  | —    | —    | —        | 60'    | Товарищеский матч             |
| 8  | 4 сентября 2014  | Таджикистан       | 6:1  | —    | —    | —        | 31'    | Товарищеский матч             |
| 9  | 9 октября 2014   | Украина           | 0:2  | —    | —    | 88'      | 90'    | Отбор ЧЕ-2016 (группа C)      |
| 10 | 12 октября 2014  | Словакия          | 1:3  | —    | —    | —        | 35'    | Отбор ЧЕ-2016 (группа C)      |
| 11 | 30 марта 2015    | Габон             | 0:0  | —    | —    | —        | 90'    | Товарищеский матч             |
| 12 | 7 июня 2015      | Россия            | 2:4  | —    | —    | —        | 23'    | Товарищеский матч             |
| 13 | 9 октября 2015   | Словакия          | 1:0  | —    | —    | 90'      | 90'    | Отбор ЧЕ-2016 (группа C)      |
| 14 | 12 октября 2015  | Македония         | 0:0  | —    | —    | —        | 90'    | Отбор ЧЕ-2016 (группа C)      |
| 15 | 25 марта 2016    | Армения           | 0:0  | —    | —    | —        | 90'    | Товарищеский матч             |
| 16 | 29 марта 2016    | Черногория        | 0:0  | —    | —    | —        | 90'    | Товарищеский матч             |
| 17 | 27 мая 2016      | Северная Ирландия | 0:3  | —    | —    | —        | 18'    | Товарищеский матч             |
| 18 | 31 мая 2016      | Ирландия          | 2:1  | —    | —    | —        | 90'    | Товарищеский матч             |
| 19 | 31 августа 2016  | Норвегия          | 1:0  | —    | —    | —        | 90'    | Товарищеский матч             |
| 20 | 6 сентября 2016  | Франция           | 0:0  | —    | —    | —        | 90'    | Отбор ЧМ-2018 (группа A)      |
| 21 | 7 октября 2016   | Нидерланды        | 1:4  | —    | —    | —        | 90'    | Отбор ЧМ-2018 (группа A)      |
| 22 | 10 октября 2016  | Люксембург        | 1:1  | —    | 1    | —        | 90'    | Отбор ЧМ-2018 (группа A)      |
| 23 | 9 ноября 2016    | Греция            | 1:0  | —    | —    | —        | 45'    | Товарищеский матч             |
| 24 | 13 ноября 2016   | Болгария          | 0:1  | —    | —    | —        | 90'    | Отбор ЧМ-2018 (группа A)      |
| 25 | 28 марта 2017    | Македония         | 0:3  | —    | —    | —        | 90'    | Товарищеский матч             |
| 26 | 12 июня 2017     | Новая Зеландия    | 1:0  | 47′  | —    | —        | 86'    | Товарищеский матч             |
| 27 | 31 августа 2017  | Люксембург        | 0:1  | —    | —    | 87'      | 29'    | Отбор ЧМ-2018 (группа A)      |
| 28 | 6 июня 2018      | Венгрия           | 1:1  | —    | —    | —        | 90'    | Товарищеский матч             |
| 29 | 9 июня 2018      | Финляндия         | 0:2  | —    | —    | —        | 64'    | Товарищеский матч             |
| 30 | 12 октября 2018  | Люксембург        | 1:0  | —    | —    | —        | 90'    | Лига наций 2018/2019 (Лига D) |
| 31 | 15 октября 2018  | Молдова           | 0:0  | —    | —    | —        | 90'    | Лига наций 2018/2019 (Лига D) |
| 32 | 18 ноября 2018   | Сан-Марино        | 2:0  | —    | —    | —        | 90'    | Лига наций 2018/2019 (Лига D) |
| 33 | 21 марта 2019    | Нидерланды        | 0:4  | —    | —    | —        | 90'    | Отбор ЧЕ-2020 (группа C)      |
| 34 | 24 марта 2019    | Северная Ирландия | 1:2  | —    | —    | —        | 17'    | Отбор ЧЕ-2020 (группа C)      |
| 35 | 8 июня 2019      | Германия          | 0:2  | —    | —    | —        | 90'    | Отбор ЧЕ-2020 (группа C)      |
| 36 | 11 июня 2019     | Северная Ирландия | 0:1  | —    | —    | —        | 90'    | Отбор ЧЕ-2020 (группа C)      |
| 37 | 6 сентября 2019  | Эстония           | 2:1  | —    | —    | —        | 90'    | Отбор ЧЕ-2020 (группа C)      |
| 38 | 9 сентября 2019  | Уэльс             | 0:1  | —    | —    | —        | 90'    | Товарищеский матч             |
| 39 | 10 октября 2019  | Эстония           | 0:0  | —    | —    | —        | 90'    | Отбор ЧЕ-2020 (группа C)      |
| 40 | 13 октября 2019  | Нидерланды        | 1:2  | —    | 1    | —        | 90'    | Отбор ЧЕ-2020 (группа C)      |
| 41 | 16 ноября 2019   | Германия          | 0:4  | —    | —    | —        | 90'    | Отбор ЧЕ-2020 (группа C)      |
| 42 | 19 ноября 2019   | Черногория        | 0:2  | —    | —    | —        | 46'    | Товарищеский матч             |
| 43 | 14 октября 2020  | Казахстан         | 2:0  | —    | —    | —        | 90'    | Лига наций 2020/2021 (Лига C) |
| 44 | 11 ноября 2020   | Румыния           | 3:5  | —    | —    | —        | 90'    | Товарищеский матч             |
| 45 | 15 ноября 2020   | Литва             | 2:0  | —    | —    | —        | 90'    | Лига наций 2020/2021 (Лига C) |
| 46 | 18 ноября 2020   | Албания           | 2:3  | —    | —    | —        | 90'    | Лига наций 2020/2021 (Лига C) |
| 47 | 24 марта 2021    | Гондурас          | 1:1  | —    | —    | —        | 90'    | Товарищеский матч             |
| 48 | 30 марта 2021    | Бельгия           | 0:8  | —    | —    | —        | 90'    | Отбор ЧМ-2022 (Группа E)      |

Итого: сыграно матчей: 48 / забито голов: 1; победы: 14, ничьи: 12, поражения: 22.

## Достижения

### Командные
БАТЭ
- Чемпион Белоруссии (7): 2012, 2013, 2014, 2015, 2016, 2017, 2018
- Обладатель Суперкубка Белоруссии (5): 2013, 2014, 2015, 2016, 2017
- Обладатель Кубка Белоруссии: 2014/15

 «Шахтёр» (Солигорск)
- Серебряный призёр Чемпионата Белоруссии: (2): 2010, 2011
- Финалист Кубка чемпионов Содружества: 2011

 АПОЕЛ
- Чемпион Кипра: 2017/18

 «Кайрат»
- Чемпион Казахстана: 2020
- Бронзовый призёр чемпионата Казахстана: 2021
- Обладатель Кубка Казахстана: 2021

 «Астана»
- Чемпион Казахстана: 2022

Молодёжная сборная Белоруссии
- Бронзовый призёр молодёжного чемпионата Европы: 2011

### Личные
- Включён БФФ в список 22 лучших футболистов чемпионата Беларуси (6): 2010, 2011, 2012, 2015, 2016, 2017

## Личная жизнь
Заканчивает[когда?] Белорусский государственный экономический университет по специальности «Логистика».